# Liste der Nummer-eins-Hits in Norwegen (1974)
Diese Liste enthält alle Nummer-eins-Hits in Norwegen im Jahr 1974. Es gab in diesem Jahr neun Nummer-eins-Singles und zehn Nummer-eins-Alben.
| Singles | Alben |
| --- | --- |
| - Lillebjørn Nilsen – Barn av regnbuen - 13 Wochen (43/1973 – 3/1974) - The Rolling Stones – Angie - 2 Wochen (4/1974 – 5/1974) - Inger Lise Rypdal – En spennende dag for Josefine - 8 Wochen (6/1974 – 13/1974) - Suzi Quatro – Devil Gate Drive - 1 Woche (14/1974) - ABBA – Waterloo - 8 Wochen (15/1974 – 22/1974) - Terry Jacks – Seasons In The Sun - 12 Wochen (23/1974 – 34/1974) - Terry Jacks – If You Go Away - 4 Wochen (35/1974 – 38/1974) - George McCrae – Rock Your Baby - 2 Wochen (39/1974 – 40/1974) - Hans Petter Hansen – Jeg kommer snart igjen - 14 Wochen (41/1974 – 2/1975) | - Lillebjørn Nilsen – Portrett - 10 Wochen (45/1973 – 2/1974) - Bjørn Sand & Totto Osvold – Stutum 2 - 1 Woche (3/1974) - The Rolling Stones – Goat's Head Soup - 1 Woche (4/1974, insgesamt 7 Wochen; → 1973) - Paul McCartney & The Wings – Band on the Run - 7 Wochen (5/1974 – 11/1974) - Deep Purple – Burn - 5 Wochen (12/1974 – 16/1974) - ABBA – Waterloo - 6 Wochen (17/1974 – 22/1974) - Verschiedene Interpreten – Stjerneparaden - 4 Wochen (23/1974 – 26/1974) - Verschiedene Interpreten – 20 Originale Topphits Vol. 2 - 4 Wochen (27/1974 – 30/1974) - Verschiedene Interpreten – På treff med 6 - 5 Wochen (31/1974 – 35/1974) - Demis Roussos – Forever And Ever - 27 Wochen (36/1974 – 10/1975) |
| | |

Siehe auch: Nummer-eins-Hits 1974 in  Australien, Belgien, Deutschland, Finnland, Frankreich, Irland, Italien, Japan, Kanada, Neuseeland, den Niederlanden, Österreich, der Schweiz, Spanien, den Vereinigten Staaten und im Vereinigten Königreich.